# Jornada Mundial de la Juventud 2023
La XXXVIII edición de la Jornada Mundial de la Juventud (JMJ 2023) de la Iglesia católica se realizó en Portugal desde el 1 al 6 de agosto del 2023, desarrollada principalmente en la ciudad de Lisboa y parte del municipio de Loures, y eventos adyacentes, con la presencia del papa Francisco, también tuvieron lugar en otros municipios de la Gran Lisboa, como Oeiras, y en el Santuario de Fátima. Acogió a más de 1,5 millones de personas. Es la primera vez que el evento se realiza en Portugal, la novena en Europa y la tercera en la península ibérica después de Santiago de Compostela 1989 y Madrid 2011.  
La sede del evento fue anunciada el 3 de diciembre de 2018, pero como es tradición, se anunció oficialmente que Portugal acogería la próxima JMJ el 27 de enero de 2019, en la misa de envío de la Jornada Mundial de la Juventud Panamá 2019. Ese mismo día el Papa Francisco confirmaría la ciudad de Lisboa vía Twitter.
El encuentro debía haberse realizado en 2022, pero se pospuso hasta 2023 debido a la pandemia de COVID-19. La nueva fecha fue anunciada por Don Manuel Clemente, Cardenal-Patriarca de Lisboa, quien también explicó que la intención de la fecha era conciliar lo mejor posible la agenda del Papa con las vacaciones escolares. para que puedan participar el mayor número de peregrinos. El anuncio se realizó en un comunicado del 4 de octubre de 2021, elegido deliberadamente por ser el día dedicado a San Francisco de Asís. Con el fin de preparar a los jóvenes del país para la Jornada Mundial, se organizaron jornadas previas en todas las diócesis portuguesas.
Esta edición de la JMJ marcó un hito significativo al convertirse en la primera edición de este evento en la que se inscribieron peregrinos procedentes del mayor número de países del mundo, con la participación de peregrinos de todos los países excepto Maldivas, que se convirtió en la única excepción en la representación oficial global de asistentes. A petición del Papa Francisco, y a través el Proyecto Iglesias Hermanas, se apoyó especialmente la llegada de peregrinos de países que nunca antes habían participado en una JMJ o que habían tenido una presencia poco representativa en ediciones anteriores.

## Preparativos

### Anuncio
El anuncio se realizó en el Campo San Juan Pablo II al final de la Misa de clausura de la Jornada Mundial de Juventud 2019 en Panamá, que congregó alrededor de 700.000 peregrinos. El cardenal Kevin Farrell, Presidente del Dicasterio para los Laicos, la Familia y la Vida, dijo:

'La próxima Jornada Mundial de la Juventud tendrá lugar en Portugal

En la misa de clausura donde se dio el anuncio estuvo presente el presidente de Portugal, Marcelo Rebelo de Sousa. Aunque no se detalló ni la fecha ni la ciudad de Portugal de celebración, el papa Francisco envió un tuit inmediatamente después en el que escribió:

'A ustedes, queridos jóvenes, un gran «gracias» por #Panama2019.  Sigan caminando, sigan viviendo y compartiendo la fe. ¡Nos vemos en Lisboa en 2022!'

### Tema

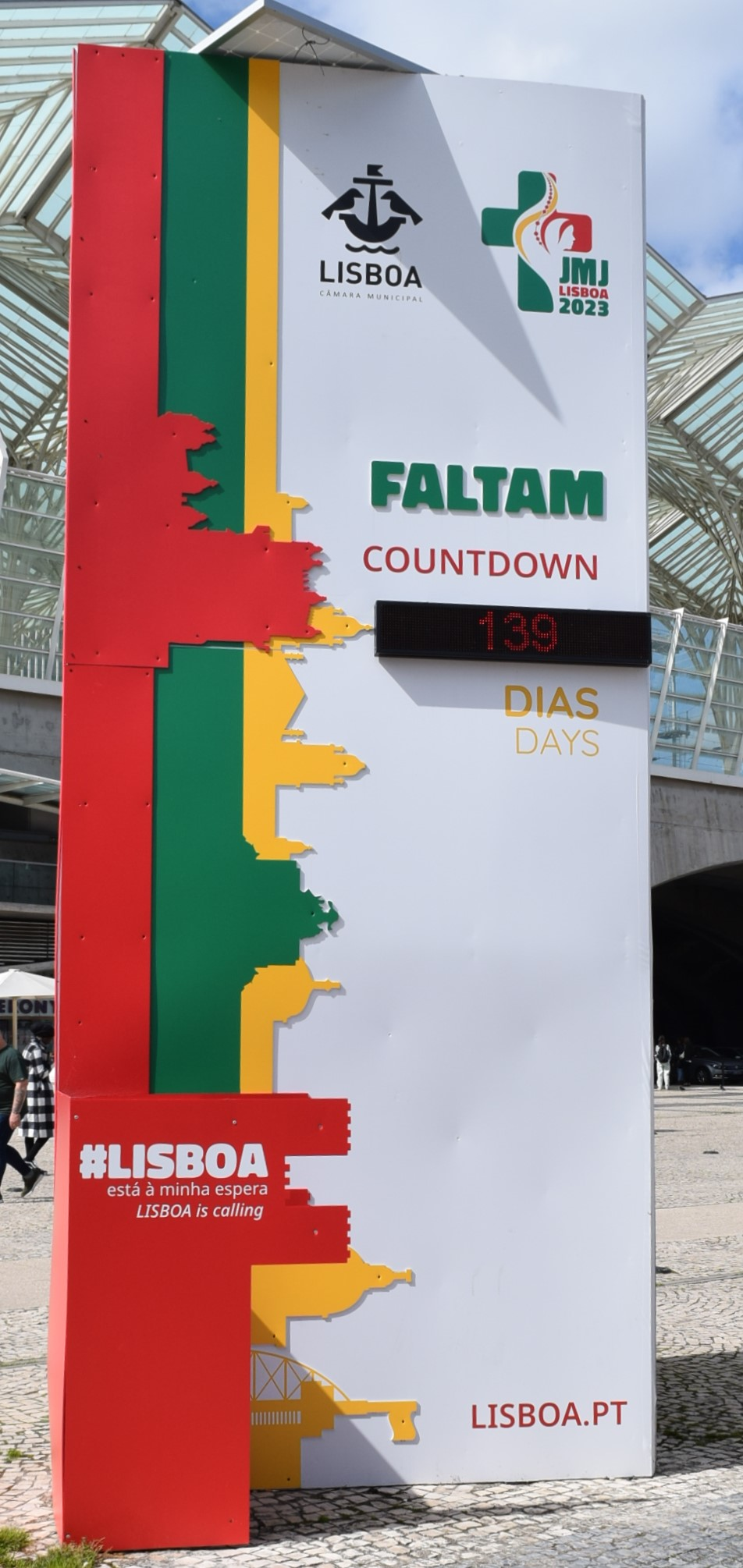
Totem en el Parque das Nações, Lisboa, con un letrero digital que indica en una cuenta atrás 139 días para la JMJ.

El Santo Padre anunció el tema el sábado 22 de junio de 2019 durante la audiencia que concedió en el Palacio Apostólico del Vaticano a jóvenes participantes en el XI Fórum Internacional de los Jóvenes. El tema escogido es: «María se levantó y partió sin demora» (Lc 1,39), en consonancia con los temas de las jornadas diocesanas de los años precedentes y la exhortación Christus vivit.

### Cambio de fecha
El 20 de abril de 2020, en medio de la crisis generada por la pandemia de COVID-19, el director de la Oficina de Prensa de la Santa Sede, informó a través de una declaración que «debido a la actual situación sanitaria y a sus consecuencias para el desplazamiento y la reunión de los jóvenes y las familias, el Santo Padre, (...) han decidido aplazar un año el próximo Encuentro Mundial de las Familias (...) y la próxima Jornada Mundial de la Juventud, prevista en Lisboa en agosto de 2022».

### Logo e himno

#### Logo
El 16 de octubre de 2020, en conmemoración de la elección de Juan Pablo II como papa, se reveló el logo de la JMJ de 2023, a través de una transmisión en Facebook. El diseño fue elegido entre varias propuestas presentadas al comité organizador, en un concurso que tuvo como ganadora a Beatriz Roque Antunes, diseñadora portuguesa. Tiene por elemento central la cruz de Cristo, surcada por un camino en representación del viaje de María para ponerse al servicio de Isabel. Junto al camino aparece una forma dinámica que evoca al Espíritu Santo. Aparece también el rosario que celebra la tradición y devoción portuguesa a la Virgen de Fátima. María fue diseñada con un aspecto joven según el relato de Lc 1, 39.

#### Himno
A través de las redes sociales, el 27 de enero de 2021 fue presentado el himno de la jornada, escrito por João Paulo Vaz, sacerdote, y musicalizada por Pedro Ferreira, profesor y músico. Tiene por título “Há Pressa no Ar” (en español, Hay prisa en el Aire) y está inspirada en el tema escogido por el papa para esta jornada: “María se levantó y partió sin demora” (Lc 1,39). También invita a la identificación con María en el servicio, la misión y la transformación del mundo. Esta canción fue escogida de entre más de cien propuestas mediante un concurso organizado por los organizadores del evento y evaluado por profesionales de música y artes.

### Entrega de los símbolos de la JMJ
Durante la misa en la solemnidad de Jesucristo, Rey del Universo, el 22 de noviembre de 2020, presidida por el papa Francisco, fueron entregados la cruz peregrina y el icono de la Virgen Salus Populi Romani a la delegación portuguesa reunida en la Basílica de San Pedro. De igual forma, el Papa anunció que las jornadas diocesanas se celebraran, ya no en el Domingo de Ramos como fue habitual desde la creación de las jornadas sino en la Solemnidad de Cristo Rey, recalcando que "en el centro permanece el misterio de Jesucristo redentor del hombre".

## Patronos e intercesores
Los patronos de la Jornada Mundial de la Juventud 2023 son figuras católicas que, en su juventud, dieron pasos decisivos en el camino de la santidad. La elección de los patronos estuvieron a cargo, por primera vez en la historia de las JMJ, de las diócesis del país, eligiendo así los santos y beatos que son referentes en su sociedad diocesana.
Los santos:
- San Juan Pablo II (papa)
- San Juan Bosco (sacerdote y fundador de la Congregación salesiana)
- San Vicente de Zaragoza (diácono y mártir)
- San Antonio de Lisboa (fraile franciscano y doctor de la Iglesia)
- San Bartolomé de los Mártires (fraile dominico y arzobispo católico)
- San Juan de Brito (misionero jesuita y mártir)

Y los beatos:
- Beata Juana de Portugal y Coímbra (princesa portuguesa y monja dominica)
- Beato João Fernandes (joven jesuita y martirizado en las costas de la isla de La Palma, junto a sus 39 compañeros: Mártires de Tazacorte)
- Beata María Clara del Niño Jesús (fundadora de la Congregación de las Hermanas Franciscanas Hospitalarias de la Inmaculada Concepción)
- Beato Pier Giorgio Frassati (joven laico)
- Beato Marcel Callo (joven escout y mártir)
- Beata Chiara Badano (joven laica del Movimiento de los Focolares)
- Beato Carlo Acutis (joven laico)

Además la web oficial de la JMJ mencionaba a la Santísima Virgen María como la "patrona por excelencia" del evento.

## Días previos a la semana de la JMJ

### Días en la diócesis de Portugal
Los Días en las diócesis fue un encuentro que precedió la semana de la JMJ Lisboa 2023 del 26 al 31 de julio de 2023, y se celebró en 17 diócesis de Portugal continental y de las islas: Algarve, Angra, Aveiro, Beja, Braga, Braganza-Miranda, Coímbra, Évora, Funchal, Guarda, Lamego, Leiria-Fátima, Portalegre-Castelo Branco, Oporto, Viana do Castelo, Vila Real y Viseu.
El objetivo de esta semana previa era integrar a los jóvenes que venían de otros países en las comunidades parroquiales de las distintas diócesis de Portugal. Durante esos días, los participantes pudieron conocer mejor la región que les acoge, así como la Iglesia local y sus características específicas, alojándose en casas de familias locales, en las parroquias o en instalaciones públicas.
El programa de los días en la diócesis incluía 5 pilares: acogida, descubrimiento, misión, cultura y envío. Durante esa semana previa fueron acogidos más  de 67.600 peregrinos procedentes de 126 países.

### Gesto misionero de los voluntarios

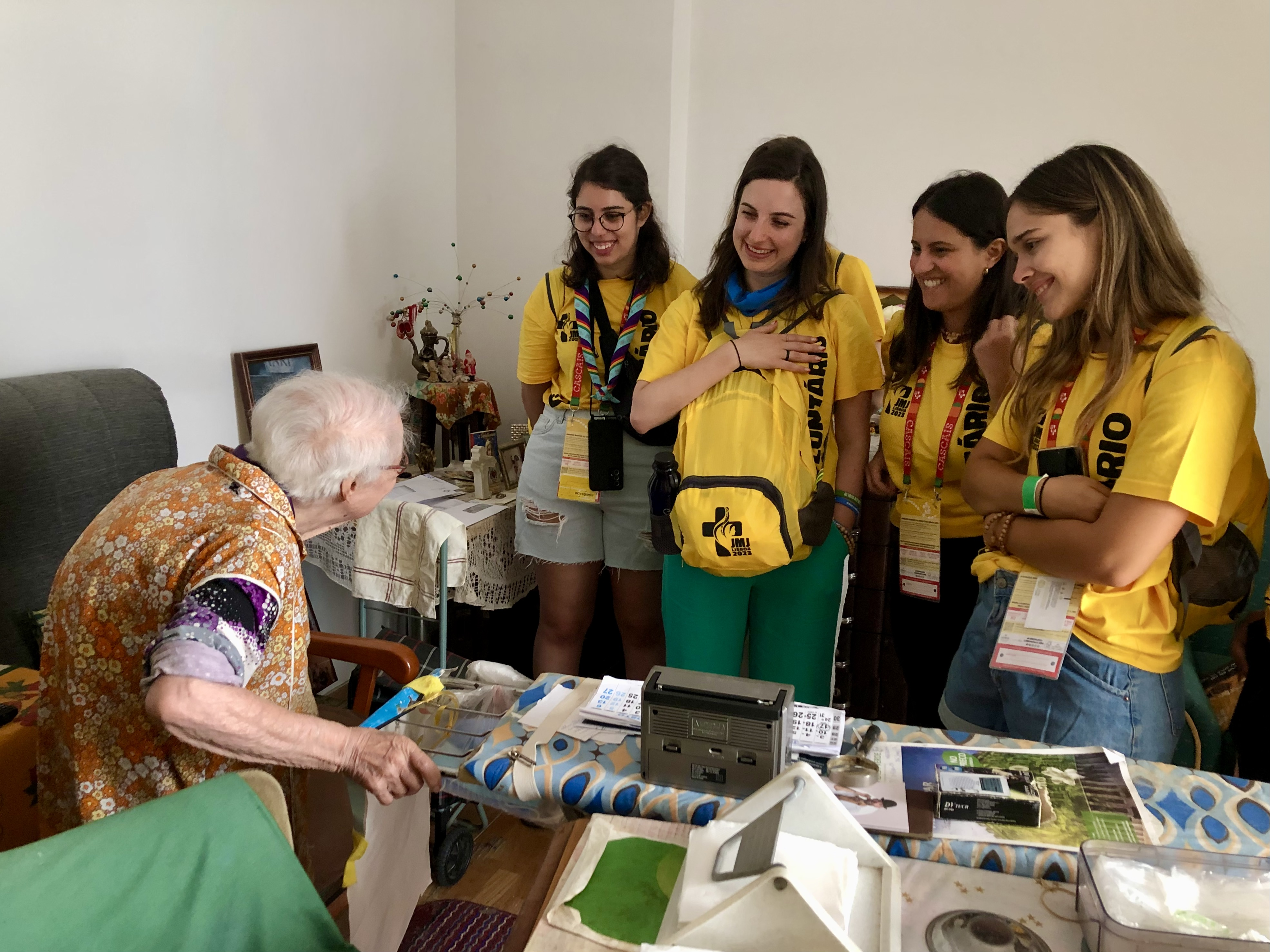
Voluntarias de la JMJ realizando visita y acompañamiento a ancianos durante el gesto misionero

En los días previos a la semana de la JMJ, la organización envió un desafío a todos los jefes de equipo y voluntarios: llevar la JMJ a aquellos que no podrán participar de manera física mediante la iniciativa Gesto Misionero. El objetivo era convertir a todos los voluntarios en misioneros de la JMJ Lisboa 2023, y consistió en una visita de los voluntarios a personas en situación de vulnerabilidad.
Para llevar a cabo el Gesto Misionero, los jefes de equipo de los voluntarios contactaron una institución ubicada en una de las diócesis de Santarém, Setúbal o Lisboa. El 27 de julio, los jefes de equipo, junto con su equipo de voluntarios, visitaron la institución previamente seleccionada y pasar una jornada con estas personas.
En este clima de encuentro, una de las acciones fue que cada voluntario, después de la visita, llevase consigo una pulsera con el nombre de las personas que había estado compartiendo el día, como un símbolo para llevarlas en su corazón hasta el encuentro final con el Papa.
Los voluntarios de la JMJ visitaron 657 instituciones que involucraron a casi 50.000 personas de hospitales, guarderías, residencias de ancianos y discapacitados, cárceles y personas sin hogar.

## Desarrollo del evento

### Martes 1 de agosto: Misa de Apertura y comienzo de las actividades centrales
Los peregrinos, que desde días antes participaban ya en los encuentros "Días en las Diócesis", empezaron a llegar a Lisboa, además de muchos otros que venían directamente a la semana de la JMJ.
A las 9:00 de la mañana abrió sus puertas la Ciudad de la Alegría, en el Jardín de Vasco da Gama, distrito de Belem. La Ciudad de la Alegría es el nombre de la iniciativa de la JMJ Lisboa 2023 que engloba la Feria Vocacional así como el Parque del Perdón, que estarían disponibles a partir del día 2 de agosto. Ese mismo día también dio comienzo el Festival de la Juventud, un conjunto de eventos culturales, religiosos y deportivos, protagonizados y creados por los peregrinos de la JMJ de todo el mundo.
A las 19:00 horas, con la Misa de apertura, el cardenal y patriarca de Lisboa, Manuel José Macário do Nascimento Clemente, dio oficialmente apertura a la Jornada Mundial de la Juventud Lisboa 2023, en la llamado Colina do Encontro, ubicada en el Parque Eduardo VII de Lisboa. Este evento contó con la presencia de 300 mil asistentes. En la misa estuvieron presentes los símbolos de la JMJ. Sobre el altar se destacaba la imagen dedicada al Inmaculado Corazón de María, obra de la escultora portuguesa Maria Amélia Carvalheira. Durante esta misa inaugural, el cardenal invitó a los jóvenes a al encuentro con los demás, frente al mundo virtual. Además agradeció a los peregrinos presentes en la ceremonia en los 5 idiomas oficiales de la Jornada Mundial de la Juventud: portugués, italiano, inglés, francés y español. En la homilía, comentando el Evangelio de la Visitación, tema general de la JMJ, el Patriarca destacó algunas frases clave: “María se puso en camino”, “María partió sin demora a la región montañosa”, “María entró en casa de Zacarías y saludó a Isabel”.El himno de la JMJ 2023, 'Hay prisa en el aire', marcó el fin de la celebración eucarística, a la que asistieron, entre otras autoridades, el presidente de Portugal, Marcelo Rebelo de Sousa, y el alcalde de Lisboa, Carlos Moedas.

### Miércoles 2 de agosto: Llegada del papa y comienzo de los encuentrosRise Upcon los obispos

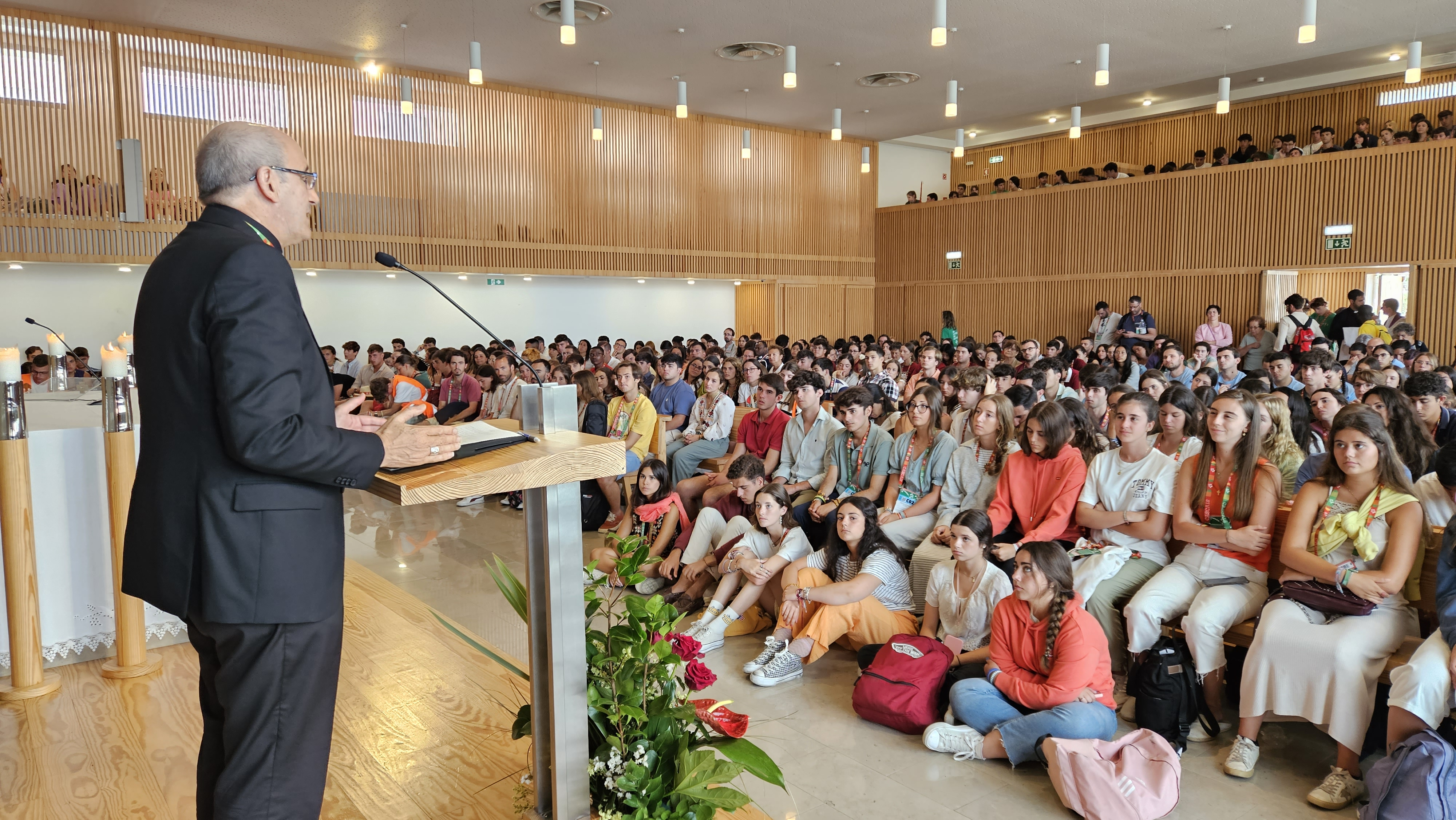
Un encuentro Rise Up con un obispo español.

Los Rise Up fueron un nuevo modelo de catequesis de la Jornada Mundial de la Juventud que invitaba a los jóvenes a reflexionar sobre los temas lanzados en el pontificado del papa Francisco: Ecología Integral, Amistad Social y Misericordia. Además durante este día dio comienzo la Feria Vocacional con más de 150 casetas, y el Parque del Perdón comenzaron las confesiones. Durante toda la jornada se llevaron a cabo diversos eventos en la Ciudad de la Alegría, así como los enmarcados dentro del Festival de la Juventud. También este día fue el elegido por varias delegaciones de varios países para celebrar sus Eucaristías junto a los peregrinos de esos países. 

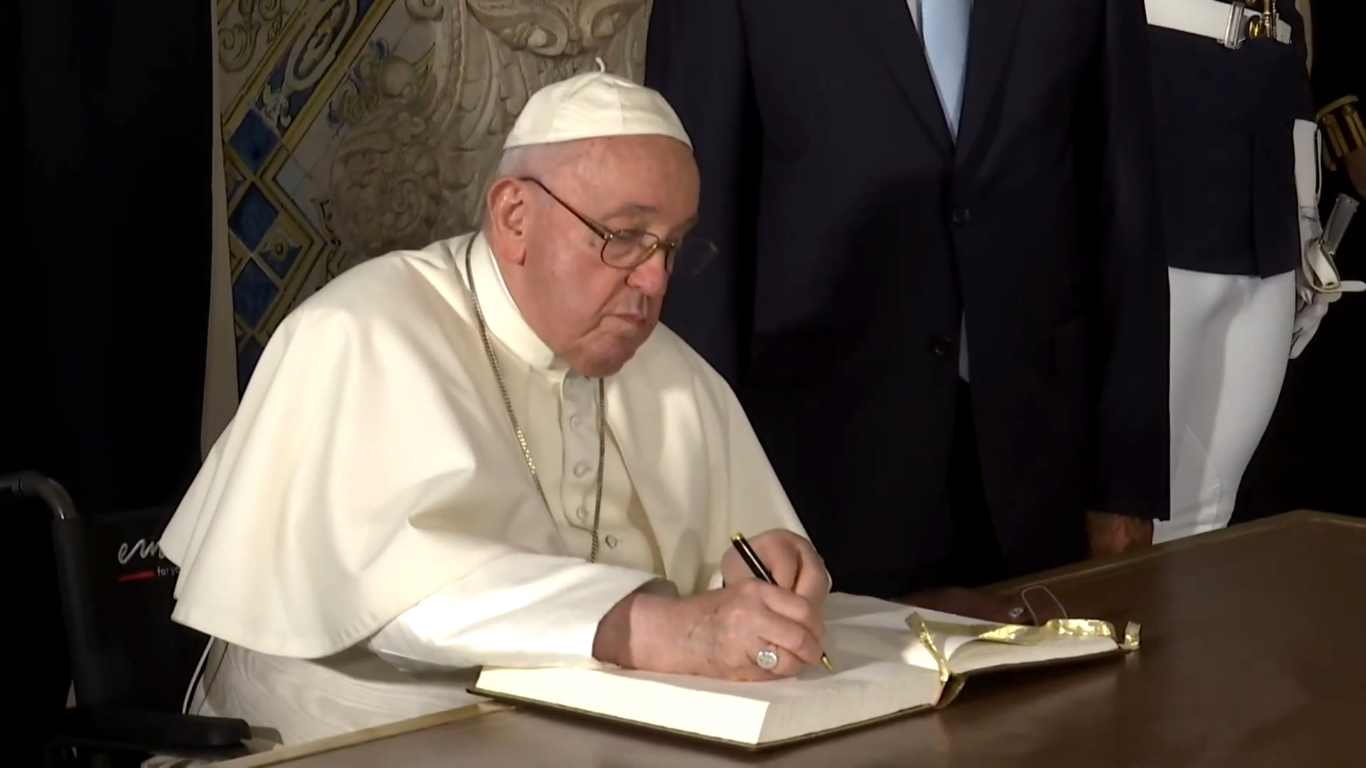
El papa Francisco firma el libro de honor del Palacio de Belém, donde escribió "Como peregrino de la esperanza en Portugal, rezo y espero que este país de corazón joven siga tendiendo la mano hacia horizontes de fraternidad; Lisboa, ciudad de encuentro, inspira caminos para enfrentarnos juntos a las grandes cuestiones de Europa y del mundo".

El papa Francisco, aterrizó en la Base Aérea de Figo Maduro en Lisboa a las 9:41 de la mañana a bordo de un Airbus 320 de ITA Airways. Fue recibido en el aeropuerto por dos niños vestidos con trajes tradicionales y ramos de flores, y también por el presidente de la República, Marcelo Rebelo de Sousa. Tras la guardia de honor, el papa y el presidente se dirigieron a la sala vip, en el hangar, donde tuvo lugar la presentación de las dos delegaciones, portuguesa y vaticana. Desde allí partió al Palacio Nacional de Belém, recorriendo las calles repletas de peregrinos dándole la bienvenida, y allí se reunió nuevamente con el presidente de la República portuguesa. Ese día se registraron más de 700 000 pasajeros en los transportes públicos de Lisboa. Más tarde, poco después del mediodía, tuvo lugar un encuentro entre el papa y autoridades, representantes de la sociedad civil y del cuerpo diplomático en el Centro Cultural de Belém, donde dio su primer discurso en el marco de la JMJ. 

"Estoy feliz de estar en Lisboa, una ciudad de encuentro que abraza a varios pueblos y culturas y que se está volviendo aún más universal en estos días, se está convirtiendo, en cierto sentido, en la capital del mundo."
Papa Francisco, en el Centro Cultural de Belém, durante la JMJ Lisboa 2023

Este primer discurso del papa en Portugal lo realizó en italiano. Pronunció un discurso en el que defendió la vida, denunciando la amenaza que enfrenta debido a una "deriva utilitarista”, las “cunas vacías”, las leyes a favor de la eutanasia, y por el “armamentismo” que alimenta la guerra.
A las 16:45 horas del día, mantuvo un encuentro con el primer ministro de Portugal António Costa y  el presidente de la Asamblea de la República, Augusto Santos Silva, en la Nunciatura apostólica, acompañados por el nuncio Monseñor Ivo Scapolo, quien había recibido al papa esa misma mañana a bordo del avión que tomaría rumbo a Portugal.
Por la tarde, después de estos encuentros institucionales, el Santo Padre se dirigió al Monasterio de los Jerónimos de Belém, donde presidió la celebración de las Vísperas con los obispos, sacerdotes, diáconos, consagrados, consagradas, seminaristas y agentes pastorales. Aquí realizó su segundo discurso, esta vez en castellano. Francisco advirtió de los riesgos de caer en la "resignación y pesimismo" y pidió a la Iglesia portuguesa "volver a echar las redes", en alusión al texto bíblico sobre el encuentro de Jesús con un grupo de pescadores.
Antes de finalizar la primera jornada de su viaje apostólico en Lisboa, y fuera de la agenda oficial, el papa Francisco se reunió con un grupo de trece víctimas de abusos por parte del clero portugués en la Nunciatura Apostólica. La reunión, caracterizada por "un clima de intensa escucha", duró más de una hora, subrayando el compromiso activo del papa y de la Iglesia en abordar con sensibilidad los casos de abuso clerical.
Durante la tarde del 2 de agosto se llevó a cabo un torneo de fútbol siete, en el Estadio Universitario de Lisboa, con el apoyo y organización de la Fundación Benfica, donde además los peregrinos pudieron participar de varios puntos de deportes inclusivos, probando modalidades como el Fútbol 5 adaptado y korfbal. Simultáneamente se llevó a cabo un torneo de voleibol playa, en Carcavelos. Estos eventos deportivos formaron parte del programa JMJ Sports, la vertiente deportiva del Festival de la Juventud de la JMJ, en el que participaron más de 600 personas. La idea de incluir el deporte como parte del Festival de la Juventud por parte del Comité de Organización Local partía de las palabras del papa Francisco "si el mundo del deporte transmite unidad y cohesión, puede convertirse en un formidable aliado para construir la paz".
Con motivo de la presencia del papa Francisco en Lisboa para participar en la JMJ, al final de la tarde de este día también se celebró una ceremonia interreligiosa de plantación de árboles en el Jardín Botánico Tropical, promovida por la Universidad de Lisboa, con presencia de autoridades y representantes de diversas religiones. Seis fueron los árboles plantados, para representar seis grandes familias: Taoísmo, Hinduismo, Budismo, Judaísmo, Cristianismo, e Islamismo. La iniciativa buscó proponer “um mundo más solidario, más cercano y donde todos se sientan en casa”
Al lo largo de todo el día, los peregrinos asistieron masivamente a los principales eventos programados dentro del Festival de la Juventud, con más de 147.000 asistentes reportados, donde la mayoría se concentraron en el Encuentro Episcopal de Italia, en Algés, y en los conciertos de la Praça do Comércio y Alameda, donde se destacaron las presentaciones del grupo Hakuna y Missionario Shalom respectivamente.

### Jueves 3 de agosto: Encuentro universitario, Scholas Ocurrentes y ceremonia de acogida
En su segundo día en Portugal, el papa Francisco presidió la santa misa en privado en la Nunciatura Apostólica, junto a cuatro familiares de una peregrina francesa que había fallecido el día anterior, tras haber sufrido un accidente en Oeiras, en el lugar de acogida donde se alojaba. Tras la misa, se reunió con algunos jóvenes de Ucrania. Luego se dirigió a la Universidad Católica Portuguesa, en Lisboa, para encontrarse con alrededor de 6000 jóvenes universitarios, en un encuentro que comenzaría a las 9:00 de la mañana. En la plaza que está frente a la casa de estudios, el papa escuchó una pieza musical, luego recibió el saludo de la Rectora, la profesora Isabel Capeloa Gil, y escuchó cuatro testimonios, inspirados en la encíclica Laudato si' (momento en el cual se entregó el manifiesto conclusivo de la IV Conferencia Internacional sobre el Cuidado de la Creación, realizada el 31 de julio de 2023 en Lisboa), en el Pacto Educativo Global, en la “Economía de Francisco” y el de una joven ayudada por el Fondo Papa Francisco para una cultura del encuentro.

"En nombre del progreso, se ha abierto el camino hacia una gran regresión. Ustedes son la generación que puede vencer este desafío, tienen los instrumentos científicos y tecnológicos más avanzados, pero, por favor, no caigan en la trampa de visiones parciales. No olviden que necesitamos de una ecología integral; necesitamos escuchar el sufrimiento del planeta junto al de los pobres; necesitamos poner el drama de la desertificación en paralelo al de los refugiados, el tema de las migraciones junto al del descenso de la natalidad; necesitamos ocuparnos de la dimensión material de la vida dentro de una dimensión espiritual. No crear polarizaciones sino visiones de conjunto."
Papa Francisco, en el encuentro con universitarios durante la JMJ Lisboa 2023

Tras este primer encuentro, el papa Francisco se dirigió a Cascaes, a la sede local de Scholas Ocurrentes, la organización pontificia educativa para la inclusión social que comenzó por iniciativa de Francisco, en Argentina, cuando aún no era papa. Sobre las 10:40 de la mañana se reunió con una veintena de jóvenes que forman parte del proyecto. Los participantes realizaron una serie de intervenciones para el Santo Padre. En este encuentro el Papa realizó una pincelada verde en el mural de 3 kilómetros en el que han trabajado los jóvenes de Scholas Occurrentes y en el que han participado todo tipo de personas de todas las nacionalidades, mayores y jóvenes, creyentes y no creyentes, reclusos, personas con discapacidad, empresarios, refugiados o personas sin hogar, entre otros. Finalmente, Francisco regó un olivo, símbolo de la paz, al son de Recado y Ave María, temas interpretados en directo por la fadista Cuca Roseta y con un regalo del Pontífice para los jóvenes, una representación de la historia del buen samaritano.
Antes de acabar la mañana, el Papa se reunió en la Nunciatura con un grupo de peregrinos de Turquía, unos 40 jóvenes de diversas confesiones cristianas y diferentes ciudades, que habían sido afectados por el terremoto de principios de febrero de 2023, que dejó más de 50.000 muertos, desplazados y una enorme devastación. Acompañados por el vicario general del Vicariato Apostólico de Anatolia, los jóvenes agradecieron al Papa la ayuda recibida tras los seísmos. El encuentro duró cerca de media hora, aprovecharon para celebrar el cumpleaños de una joven turca del grupo y concluyó con el rezo del Padrenuestro.
A las 17:45 horas comenzó la ceremonia de acogida con el papa Francisco en el Parque Eduardo VII, donde se congregaron más de 500.000 de personas. La noche anterior más de 100 voluntarios de los distritos de  Vila do Conde, Viana do Castelo, Sardoal y Viseu prepararon frente al palco una alfombra hecha con sal, cortezas de pino y flores naturales en una extensión de 160 metros cuadrados que equivale, aproximadamente, a unas 80 mil flores. Esta bienvenida buscó exaltar la cultura portuguesa, uniendo tradición y contemporaneidad, con la presencia tanto de las alfombras de flores, así como el fado, el cante alentejano y los tambores de Fundão que se escucharon en la ceremonia.
Al evento acudieron el presidente de la República, Marcelo Rebelo de Sousa, el presidente de la Asamblea de la República, Augusto Santos Silva, el Primer Ministro, António Costa, y otros miembros del Gobierno, varios alcaldes, entre ellos el de Lisboa y Porto, respectivamente Carlos Moedas y Rui Moreira, y el exjefe de Estado Ramalho Eanes.
El papa llegó al Parque Eduardo VII (bautizada Colina do Encontro) en el Papamóvil, acompañado por el cardenal patriarca de Lisboa, Manuel Clemente, y fue recibido por la multitud de asistentes a lo largo del recorrido que lo llevó al palco principal, mientras se escuchaban los himnos y visualizaban imágenes y videos de las JMJs anteriores. Cuando, finalmente, el papa Francisco subió al Palco, el elenco de artistas voluntarios de diferentes nacionalidades Ensemble 23, lo celebró con una animada y colorida coreografía de la canción "Joyful, joyful", interpretada por la cantante Mimi Froes.
La ceremonia comenzó oficialmente con las palabras de bienvenida del Patriarca de Lisboa, Cardenal Manuel Clemente, quien agradeció al Santo Padre por participar con tantos miles de jóvenes, entre los cuales hay peregrinos que "han venido de países donde abundan las dificultades".
Como parte del programa, una religiosa subió al escenario con una caja que contenía una selección de las más de dos mil cartas dirigidas al Papa Francisco en los días previos a la JMJ, y que representaban a 23 países. Extractos de los testimonios, temores y esperanzas expresados en las misivas fueron leídos en diferentes idiomas e interpretados ante el Pontífice por los jóvenes del grupo de coreografía de la JMJ.
Héber Marques, cantante cristiano português de origen angoleño, acompañó con su versión de la canción 'Dia de Sol' el desfile de las banderas de todos los países con 189 jóvenes. Las presentaciones musicales estuvieron a cargo de la cantante portuguesa Mariza con un fado tradicional de Portugal llamado  'Foi Deus'. El cantante Buba Espinho interpretó el cante alentejano 'Nossa Senhora do Carmo para acompañar la procesión de los símbolos de la JMJ, y Tiago Bittencourt presentó su canción Viagem, acompañado de 50 tambores del municipio de  Fundão. En el transcurso de las actuaciones musicales hubo una pequeña procesión que llevó al escenario principal los símbolos de las Jornadas Mundiales de la Juventud, la Cruz Peregrina y el icono de Nuestra Señora Salus Populi Romani.
Tras el momento musical, el Santo Padre inició la ceremonia litúrgica. En ella se leyó en portugués el pasaje del Evangelio de San Lucas (Lc 10, 1-9), en el que Cristo elige a 72 discípulos y los manda de dos en dos
Acto seguido, el Papa Francisco dio su discurso de bienvenida a todos los jóvenes. “Es Jesús quien los ha llamado, ¡agradezcámosle a Él!”. Con estas palabras el Papa Francisco recibió a los jóvenes que se habían dado cita en la Colina do Encontro. Además de agradecerles el “simpático alboroto que hacen” y esperar “poderse contagiar de su alegría”, les recordó que “no están aquí por casualidad”: “El Señor los llamó, no sólo en estos días, sino desde el comienzo de sus vidas. Sí, Él los ha llamado por sus nombres”. Asimismo, les dio varios consejos para no dejarse estafar por las ilusiones del mundo digital y les recordó que en la Iglesia hay espacio para "todos" y que Dios nos ama "como somos, sin maquillaje".

"[···] en la Iglesia hay espacio para todos, en la Iglesia ninguno sobra, ninguno está de más, hay espacio para todos, así como somos, todos. Y esa es la Iglesia la madre de todos."
Papa Francisco, en la misa de acogida de la JMJ Lisboa 2023

Una vez finalizado el discurso de Francisco, se dio paso a la Letanía de los Santos, leída en los idiomas de los propios santos, comenzando en arameo, el idioma de Jesús. Luego siguió el momento del Padre Nuestro.
Para terminar, Francisco bendijo a los peregrinos, poniendo fin al acto de bienvenida. Jóvenes portaron  letras en el escenario formando la palabra "Go" (en español, "Ve"), "I am sending you" ("Te envío") y finalmente "The Kingdom of God has come near to you" ("El Reino de Dios se ha acercado a vosotros").
El Papa se despidió de los peregrinos al son del himno oficial de la JMJ de este año  “Há Pressa no Ar”.

### Viernes 4 de agosto: Vía crucis en el Parque Eduardo VII
A las 9:00 de la mañana del tercer día del Papa en Lisboa, se dirigió a la "Ciudad de la Alegría" (en el Jardín Vasco da Gama), donde se habían instalado 150 confesionarios realizados por reclusos de centros penitenciarios y se había estado administrando el sacramento de la confesión a entre 10 y 15 mil personas diariamente desde el inicio de las jornadas. El papa confesó a tres jóvenes, un español, un italiano y una chica de Guatemala. Antes de abandonar la Nunciatura, el Papa Francisco se reunió brevemente con una anciana de 106 años, nacida el día de las apariciones de Fátima y con una joven portuguesa, que padece una grave enfermedad.

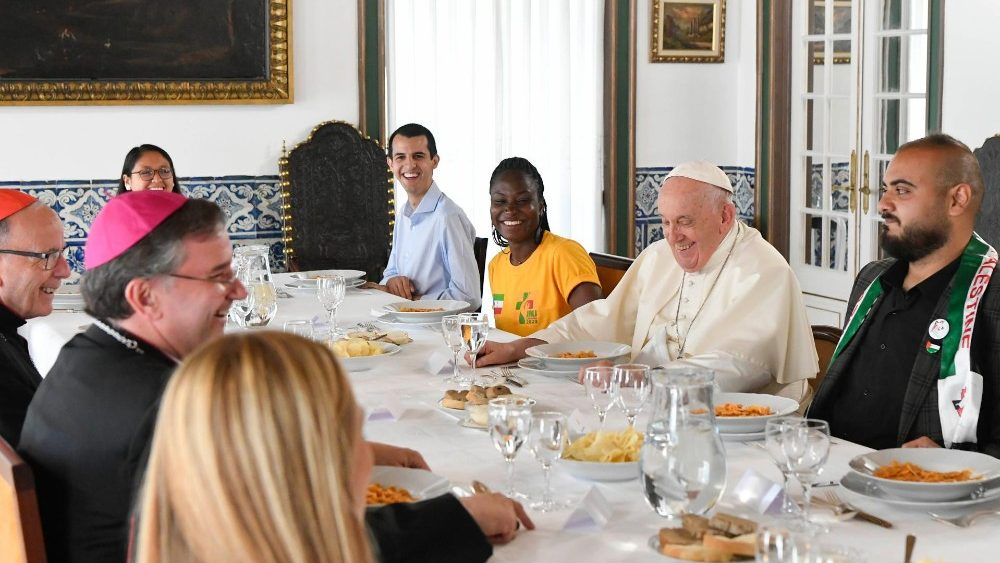
El papa almuerza con algunos jóvenes de distintas nacionalidades durante su viaje apostólico.

A las 9:45 se trasladó para tener un encuentro con los representantes de algunos centros de asistencia y caridad en el Centro Parroquial de Serafina. De regreso a la Nunciatura, el Papa se reunió con miembros del Centro Internacional del Diálogo Interreligioso e Intercultural (KAICIID), entidad que colaboró para que otras religiones también se sientan incluidas en la JMJ.
A las 12:00 se llevó a cabo un almuerzo en la Nunciatura, donde el Papa se reunió con 10 jóvenes voluntarios y peregrinos procedentes de diferentes países. En este almuerzo conversó sobre diversos temas de actualidad y preocupaciones de los jóvenes.

#### Vía crucis en el parque Eduardo VII
El Vía crucis, bajo el tema vulnerabilidad y fragilidad, fue la última ceremonia en el Parque Eduardo VII con el Papa, comenzando a las 18:00 h. y donde se contabilizó el mayor número de asistentes a este lugar: más de 800 mil personas. Luego del discurso del Papa, se llevó a cabo el vía crucis en un formato musical-acrobático, presentando las 14 estaciones que reflejan el camino a la crucifixión de Jesús, las cuales se intercalaron con testimonios de jóvenes que habían superado distintos problemas.

"Hoy vamos a hacer el camino con Él, el camino de su sufrimiento, el camino de nuestras ansiedades, el camino de nuestras soledades"
Papa Francisco, antes del vía crucis, invitando a ofrecer en oración el sufrimiento personal.

Las estaciones se llevaron a cabo en los cinco idiomas oficiales de la JMJ. En cada una la cruz peregrina estaba sobre una torre distinta del escenario central, hasta acabar en la más alta. Acompañadas de una coreografía elaborada por el Ensemble23, las estaciones se desarrollaron en un Calvario imaginario con jóvenes que, cargados con la cruz, caían continuamente y luego volvían a levantarse. En cada estación, los jóvenes meditaron en cada una de las 14 estaciones sobre diversos temas referentes a realidades que los preocupan. De acuerdo a la directora artística que llevó a cabo la idea del Vía Crucis, este nació de una consulta mundial hecha a los jóvenes, los cuales identificaron las principales fragilidades del mundo, según su visión. Así se relacionó cada fragilidad con cada una de las estaciones de la Vía Sacra y se rezó por ellas.
El momento del Vía Crucis finalizó con la canción "This I Believe (The Creed)", del grupo Hillsong Worship e interpretada por Salvador Seixas, cantante portugués que participó de The Voice, al mismo tiempo que el Papa felicitaba a los bailarines del Ensemble23 y conversaba con jóvenes que se acercaron en el palco.

#### Festival de la Juventud
La noche de este 4 de agosto, en el marco del Parque Temático Cristonautas del Festival de la Juventud, ubicado en el Plaza Martin Moniz, unos 20.000 jóvenes se congregaron en el primer Festival de Influencers católicos, convocado por el Dicasterio para la Comunicación con el objetivo de celebrar y agradecer la labor de los misioneros digitales como nuevos evangelizadores en las redes sociales. Ya el día anterior, los evangelizadores digitales se habían convocado  para celebrar la Eucaristía y renovar sus compromisos misioneros en una Misa presidida por el cardenal José Tolentino de Mendonça, prefecto del Dicasterio para la Cultura y la Educación.
El Festival de Influencers católicos comenzó con el agradecimiento de Monseñor Lucio Ruiz, secretario del Dicasterio para la Comunicación de la Santa Sede, quien además mostró el regalo que el Papa Francisco envió: una rama de olivo bendecida por él mismo como símbolo de la paz, con la cual invitaba a los misioneros digitales a generar paz y encuentro en "las calles digitales". Luego, se contó con la presencia de jóvenes influyentes en el ámbito católico que compartieron sus testimonios, entre ellos, Jonathan Roumie, conocido por interpretar a Jesús en la serie «Los Elegidos»; Pitter di Laura, músico y compositor de la Comunidade Canção Nova; y el padre Rob Galea, también músico. Luego de la bendición impartida por el cardenal Óscar Rodríguez Maradiaga, quien dirigió una oración por los medios digitales y los evangelizadores presentes, el festival concluyó con los conciertos de Hakuna Group Music y Missionário Shalom.
También durante la noche del 4 de agosto, se llevó a cabo en el estadio de fútbol del Benfica, The Change, un evento interconfesional de alabanza que reunió a más de  45 mil personas de diversas tradiciones cristianas. Organizado por la Associação Rodrigues Pereira (evangélica-carismática) junto con CHARIS, de la Iglesia católica, contó con la participación de artistas como Matt Mahler, Taya Smith (de Hillsong United) y una aparición de Jonathan Roumie (Jesús de la serie The Chosen) entre muchos otros, con un tema de unidad y evangelización. El papa Francisco envió un videomensaje en español a los participantes, donde invitó a todos los participantes a “alabar a Dios… con alegría”, y también recordó el llamado a la unidad y agradeció a todos su compromiso con la promoción de la unidad de los cristianos.

### Sábado 5 de agosto: Visita a Fátima y vigilia de adoración en el Campo da Graça

#### Visita a Fátima
A las 8:00 de la mañana, el Papa Francisco partió en helicóptero desde la Base Aérea de Figo Maduro con destino a Fátima, donde aterrizó aproximadamente 50 minutos más tarde, en el Estadio de Fátima. Fue recibido por unos 200.000 fieles en la explanada del santuario de Fátima, que recorrió en el Papamóvil.
A las 9:30, el Papa Francisco participó en un rezo del rosario en la Capilla de las Apariciones del Santuario de Nuestra Señora de Fátima, junto a 112 jóvenes y 128 acompañantes.Entre ellos, 10 de ellos eran del Centro de Apoyo a Deficientes Juan Pablo II,17 jóvenes del  Centro de Rehabilitación e Integración de Fátima, 6 de la Casa del Buen Samaritano, 20 jóvenes con capacidades diferentes que solicitaron en forma individual participar, y además 18 jóvenes de la Asociación Silenciosos Operarios de la Cruz (SODC) de Italia y 19 de la SODC de Polonia. De la prisión-escuela del Establecimiento Carcelario de Leiria estuvieron presentes 6 jóvenes reclusos y 2 jóvenes colaboradores del Santuario.
Luego, pronunció un discurso improvisado: “La pequeña capilla en la que nos encontramos es una hermosa imagen de la Iglesia: acogedora, sin puertas, la Iglesia no tiene puertas, para que todos puedan entrar”, fueron las primeras palabras que el Papa Francisco dijo en ese momento tan significativo en el contexto de la devoción mariana en Portugal, y más concretamente Fátima. El Santo Padre rezó especialmente por la paz y por el fin de la guerra en Ucrania. Permaneció varios minutos en silencio frente a la imagen de la Virgen de Fátima y ofreció un rosario de oro al Santuario.
Tras haber pasado alrededor de dos horas en Fátima, a las 11:00, el Papa regresó en helicóptero a Lisboa, aterrizando nuevamente en la Base Aérea de Figo Maduro.

#### Encuentro con miembros de la Compañía de Jesús
Luego de regresar a Lisboa, y antes de dirigirse al Campo de Graça para la vigilia, el Papa Francisco mantuvo un encuentro privado con los miembros de la Compañía de Jesús en el Colegio de San Juan de Brito, en Lumiar.  Este encuentro estaba previsto para las 18:00 horas, pero el Papa llegó a las 16:50 horas y salió poco después de las 18:00, de regreso a la Nunciatura Apóstolica. Este momento de interacción entre el Papa Francisco y los miembros de la orden religiosa fundada por San Ignacio de Loyola es destacado por su relevancia en el contexto de su agenda, ya que el papa siempre que realiza una visita apostólica a otro país acostumbra a realizar un encuentro con los jesuitas.

#### Vigilia con el Papa
Desde tempranas horas de la mañana, los peregrinos comenzaban a llegar al Parque Tejo, bautizado para la ocasión como Campo de Graça, para la celebración de la vigilia de adoración eucarística al Santísimo Sacramento. Las Puertas del Campo da Graça abrieron a la 13.30.
A partir de las 14:00 h. en el Campo da Graça estuvieron actuando, como parte del Festival de la Juventud, en directo Estación Cero, Liveloud Praise Concert, Les Guetteurs, La Voz del Desierto, Fabrício Freitas y Hakuna Group Music, esperando la llegada del Papa Francisco.
A las 18:00, llegaron en una embarcación por el río Tajo los símbolos de la JMJ. Esta iniciativa, del Apostolado del Mar, buscó homenajear y dar a conocer las embarcaciones típicas de las poblaciones que se sitúan en la orilla del río Tajo y aludir a las procesiones tradicionales en honor a la Virgen María. Las personas que descargaron la cruz y el icono del barco iban a su vez ataviadas con la ropa tradicional de pescadores. Una vez desembarcados, los símbolos fueron transportados hacia el palco por los responsables de los mités Organizadores Diocesanos (COD), que promovieron la peregrinación por las 21 diócesis portuguesas.
Luego de que los símbolos se instalaron en el palco, al ritmo del himno de la JMJ Lisboa, integrantes de la subsecretaría del Sínodo de Obispos y en el marco de la Sinodalidad de la Iglesia, agradecieron la participación de los jóvenes en esta iniciativa y mostraron un video para entender en lo que se estuvo trabajando: para dialogar, escuchar y discernir sobre las diferentes realidades y responder mejor al mundo de hoy.
A las 20:45 h, ya con el Papa en el recinto y ante un millón y medio de peregrinos, comenzó la vigilia con los jóvenes en el Parque Tejo.  Un espectáculo coreográfico recordó el lema de la Jornada “María se levantó y partió sin demora” retratando la historia de una joven que se dejó interpelar por Dios y cómo esto cambió su vida, contagiando a todos los que encontró. Un encuentro, la Anunciación, cambió la vida de María y, en consecuencia, la historia de la humanidad. El papa Francisco escuchó luego  los testimonios de una joven mozambiqueña y de un sacerdote portugués, que siguió su vocación después de un grave accidente. También se interpretaron en el escenario varias piezas musicales con el coro y la orquesta de la JMJ, junto con la cantante portuguesa Carminho. En el cielo, fue proyectado un espectáculo de luces con drones donde se mostraron las palabras “Levántate” y “Sígueme” en varios idiomas.
Tras la parte musical, comenzó un discurso con una duración aproximada de 10 minutos. El Papa Francisco apeló a la ayuda al prójimo:

«La única oportunidad, el único momento que es lícito mirar a una persona de arriba abajo es para ayudar a levantarse
- Papa Francisco, durante la vigilia de la JMJ 2023

Una vez se retiró el Papa Francisco, a las 22:30 el Padre Duarte Rosado, un sacerdote franciscano, comenzó la última actuación musical junto con un grupo de jóvenes con la terminarían las actuaciones. A las 23:15, seguidamente de haber acabado la actuación musical, se proyectó simultáneamente en todas las pantallas del recinto la película de La Carta: Un mensaje para nuestra tierra.

### Domingo 6 de agosto: Misa de envío y encuentro con los voluntarios

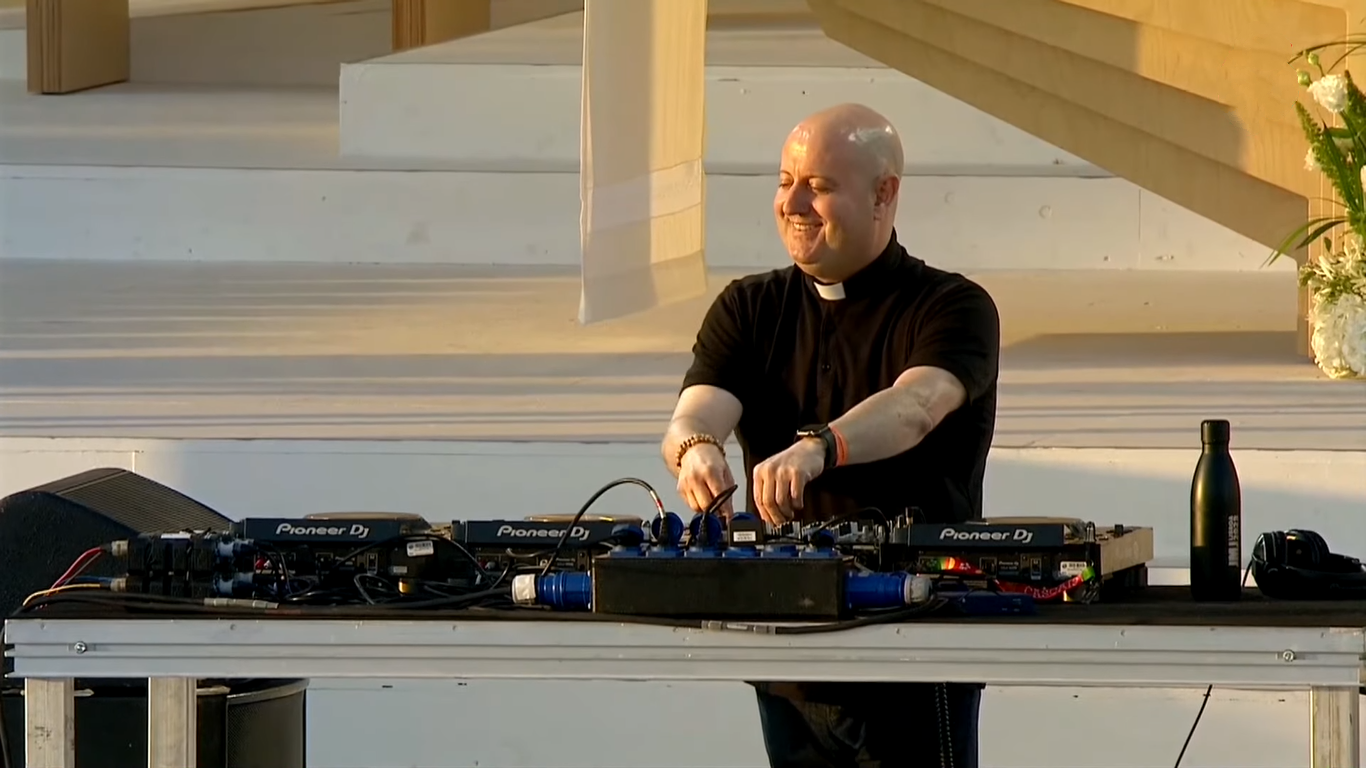
Padre Guilherme, durante el concierto por la mañana, a modo de despertador.

Los jóvenes permanecieron en el Campo de Graça durante toda la noche en la vigilia hasta el comienzo de la misa durante la mañana. A las 7:30 h. de la mañana, el Padre Guilherme, un sacerdote y DJ, realizó un concierto de música electrónica católica, a modo de despertador, para los peregrinos que pasaron allí la noche.
La organización previó que la asistencia sería mayor de las inscripciones, por lo que habilitó una zona al final del Campo de Graça, en la zona perteneciente al municipio de Loures, donde podrían asistir peregrinos sin credenciales. El sitio web de Vatican News cifró los asistentes en 1.500.000.
El papamóvil trasladó al Santo Padre al  mismo lugar que la Vigilia de la noche anterior, posibilitando que los jóvenes pudieran nuevamente saludarlo a su paso. Encima y delante del palco, lo esperaban 30 cardenales, 700 obispos y al menos 10 mil sacerdotes para concelebrar la misa de clausura. La liturgia, correspondiente a la Fiesta de la Transfiguración, comenzó con el saludo del Patriarca de Lisboa, el cardenal Manuel Clemente, que agradeció al Pontífice la energía que le había dado en los últimos días.
Luego del anuncio del Evangelio de San Mateo (Mt 17, 1-9) en lengua portuguesa, el Papa comenzó la homilía con estas palabras:

«Señor, ¡qué bien estamos aquí!» (Mt 17,4). Estas palabras, le dijo el apóstol Pedro a Jesús en el monte de la Transfiguración, y también las queremos hacer nuestras después de estos días intensos. Es hermoso lo que estamos experimentando con Jesús, lo que hemos vivido juntos y es hermoso cómo hemos rezado, y con tanta alegría de corazón. Y entonces nos podemos preguntar: ¿qué nos llevamos con nosotros volviendo a la vida cotidiana?

Quisiera responder a este interrogante con tres verbos, siguiendo el Evangelio que hemos escuchado. ¿Qué nos llevamos? Resplandecer, escuchar y no tener miedo. ¿Qué nos llevamos?, respondo con estas tres palabras: Resplandecer, escuchar y no tener miedo.
- Papa Francisco, al comienzo de su discurso en la misa de envío, 6 de agosto de 2023

Al concluir, el Santo Padre manifestó:

Queridos jóvenes, quisiera mirar a los ojos a cada uno de ustedes y decirles: no tengan miedo. No tengan miedo. Es más, les digo algo muy hermoso, ya no soy yo, es Jesús mismo quien los está mirando en este momento. Nos está mirando. Él los conoce, conoce el corazón de cada uno de ustedes, conoce la vida de cada uno de ustedes, conoce las alegrías, conoce las tristezas, los éxitos y los fracasos, conoce el corazón de ustedes. Lee vuestros corazones y Él hoy les dice, aquí, en Lisboa, en esta Jornada Mundial de la Juventud: "No tengan miedo". Anímense, "no tengan miedo".
- Papa Francisco, misa de envío, 6 de agosto de 2023

Al finalizar la Misa, se realizaron los actos conclusivos de la JMJ y la acción de gracias oficial - también por parte del Papa Francisco, que citó a San Juan Pablo II para pedir la ayuda del Cielo, y luego se refirió a la presencia constante de Jesús y María, en esos días y en la vida cotidiana de todos.
Finalmente, se realizó el anuncio oficial y la doble invitación del Santo Padre: el Jubileo de los Jóvenes en el año 2025 y que  Seúl albergaría la próxima Jornada Mundial de la Juventud, en el año 2027. Esto se conformó como un hito importante, pues tras casi treinta años desde la de JMJ Manila  (1995), un país asiático volvería a acoger la JMJ.

“Invito a todos los jóvenes del mundo en 2025, en Roma, para celebrar juntos el Jubileo de los jóvenes. Y la próxima JMJ será en Asia, en Corea del Sur, en Seúl".
Papa Franciso

Antes de la bendición final, el Santo Padre rezó la oración del Ángelus. Finalmente, se despidió rezando frente a la imagen de Nuestra Señora de Fátima, que se venera en la Capilla de las Apariciones del Santuario de Fátima (pues peregrinó a Lisboa, a la misa final, llevada por jóvenes scouts por tierra y también en barca).

#### Discurso ante los voluntarios y despedida
Miles de personas saludaron el paso de la comitiva papal desde la sede de la Nunciatura en Lisboa hasta el paseo marítimo de Algés, a lo largo de 12 kilómetros. El pontífice hizo parte del recorrido en un vehículo cerrado pero subió al papamóvil descubierto para entrar en el paseo y saludar a los más de 25.000 voluntarios de la JMJ que le aguardaban. El Santo Padre llegó alrededor de las 4:00 p. m. (hora local) y  comenzó escuchando testimonios de tres voluntarios. 
Chiara, una alemana de 18 años, resaltó que esta ha sido una oportunidad única e inolvidable. "He tenido la experiencia única de que la fe compartida da una alegría increíble y de que la vida con Jesús es una aventura", dijo.
El segundo testimonio fue de Francisco, un joven portugués de 24 años que participó en la dirección pastoral de la JMJ. "A nivel personal, ha sido una experiencia de gran crecimiento interior, en la que he tenido la oportunidad de conocerme mejor, de reconciliarme interiormente, y aunque el camino aún es largo, de bucear más profundamente, de descubrir quién soy", subrayó.
Filipe, portugués de 33 años, resaltó por su parte que la JMJ Lisboa 2023, si bien ha sido "un encuentro de miles de jóvenes que celebran su fe, es sobre todo un encuentro muy personal con el Señor".
Después fue el turno del Cardenal Manuel Clemente, Patriarca de Lisboa, quien agradeció al Papa sus "palabras y gestos que recordaremos siempre".
El papa les dio las gracias a todos los voluntarios y dio un discurso que puso en valor el trabajo realizado por todas las personas involucradas en la JMJ. Rescató especialmente los testimonios que escuchó de Chiara, Francisco y Filipe y sus encuentros personales y especiales con Jesús. 
Al finalizar su último discurso oficial em tierras portuguesas, el Papa destacó la imagen de las olas gigantes (de hasta 30 metros de altura) de las playas de Nazaré, a unos 100 km de Lisboa.

Como muchos de nosotros sabemos, al norte de Lisboa hay una localidad, Nazaré, donde se pueden admirar olas que llegan hasta treinta metros de altura y son una atracción mundial, especialmente para los surfistas que las desafían. En estos días también ustedes han afrontado una verdadera ola; no de agua, sino de jóvenes, jóvenes como ustedes que han inundado esta ciudad. Pero, con la ayuda de Dios, con mucha generosidad y apoyándose mutuamente, ustedes han desafiado esta gran ola. Fíjense que son valientes. ¡Gracias, obrigado! Quiero decirles que sigan así, siganse manteniéndo en las olas del amor, en las olas de la caridad, ¡sean "surfistas del amor"!
- Papa Francisco, 6 de agosto de 2023

 Tras el rezo del Padre Nuestro con todos los voluntarios, el Papa Francisco los alentó así: "¡Y ahora, a subirse a la ola!".

#### Rueda de prensa en el avión de vuelta
En la rueda de prensa en italiano y español, el Papa, respondiendo a las preguntas realizadas por los periodistas declaró que para él la JMJ había sido bella, la mejor JMJ en la que había estado durante su papado:

[···] el Señor siempre nos espera porque es misericordioso y es Padre; y la misericordia va más allá de todo. Para mí esta JMJ ha sido bellísima.
- Papa Francisco, rueda de prensa durante el vuelo de vuelta 6 de agosto de 2023

El Papa aterrizó en el Aeropuerto Internacional de Roma/Fiumicino a las 22.15 de la hora local.

## Festival de la Juventud Lisboa 2023
El Festival de la Juventud de la JMJ Lisboa 2023 consistió en un conjunto diverso de más de 400 eventos culturales, religiosos y deportivos organizados por peregrinos de todo el mundo. Este evento, marcado por la creatividad y el carácter voluntario de quienes llevaban a cabo los actos, tuvo como objetivo proporcionar a los peregrinos y a la ciudadanía de Lisboa una experiencia compartida en la vivencia cristiana. Aunque oficialmente el primer evento del festival arrancó el 25 de julio con la exposición de 'Madre Teresa: vida, espiritualidad y mensaje', no fue hasta el día 31 que arrancaron el resto de actividades y las demás que se irían sucediendo hasta el día 6. Durante la semana, la ciudad acogió más de 100 grupos musicales de diversos continentes, abordando estilos que incluyeron rock, pop, rap, música clásica y folk. Además de eventos musicales, el Festival incluyó conferencias con testimonios cristianos, charlas sobre vocación y desafíos sociales actuales. Exposiciones, teatro, danza y eventos religiosos también formaron parte de la programación, abordando temas como ecología, la vida de santos y la historia de la Iglesia. En el ámbito deportivo, se destacaron torneos de fútbol y vóley playa, promoviendo el deporte como símbolo de unidad. El festival se extendió a ciudades y pueblos anfitriones, fomentando el intercambio cultural entre peregrinos y la población local. Además, los museos asociados ofrecieron condiciones especiales a los participantes de la JMJ Lisboa 2023. Los eventos se llevaron a cabo en diversos escenarios por toda Lisboa, tanto al aire libre como en espacios interiores.
El Festival de la Juventud en el contexto de la Jornada Mundial de la Juventud fue introducido por primera vez durante la JMJ de París en 1989. Desde entonces, el Festival de la Juventud ha sido una parte integral de las Jornadas Mundiales de la Juventud, proporcionando a los jóvenes un espacio para expresar su creatividad, compartir experiencias de fe y participar en diversas actividades culturales, religiosas y deportivas.

## Kit del Peregrino
El Kit del Peregrino es un conjunto de elementos proporcionados a los participantes de este encuentro, se entrega a aquellos que hayan comprado el paquete de peregrino, junto con su credencial y el abono transporte. El kit está diseñado con la finalidad de facilitar la experiencia de los peregrinos y conmemorar su participación en la JMJ. Este conjunto de recursos no solo cumple una función logística, sino que también sirve como recuerdo conmemorativo para los participantes.

#### Componentes del kit del peregrino en la JMJ Lisboa 2023
1. Mochila: Cada peregrino que compró el paquete para participar recibió una mochila con los colores distintivos (rojo, verde o gris) y el logotipo característico de la JMJ Lisboa 2023. Esta mochila, además de ofrecer espacio para transportar artículos esenciales durante la semana, presenta la capacidad de transformarse en un bolso de menor tamaño, proporcionando así versatilidad en su uso.
2. Camiseta conmemorativa: Incluida en la mochila, una camiseta de color rojo o verde, adornada con el logo específico de la JMJ Lisboa 2023. El diseño de la camiseta se inspira en el lema del evento, "María se levantó y partió sin demora" (Lucas 1, 39), con la Cruz como elemento central.
3. Sombrero: Como medida de protección contra la radiación solar, el kit incorporaba un sombrero de estilo "Panamá" que exhibía el logotipo distintivo de la JMJ Lisboa 2023.
4. Rosario: Un elemento espiritual presente en el kit es un rosario fabricado en madera.[160]
5. Colgante de credencial: Cada participante recibió una cinta diseñada para llevar al cuello, la cual tenía un diseño contemporáneo y exhibía los colores y el logo oficial de la JMJ Lisboa 2023 en los cinco idiomas oficiales del evento: portugués, inglés, francés, español e italiano. También en el colgante aparecía escrito Cascais, al ser una ciudad patrocinadora del evento. Esta cinta se destina a portar las credenciales de los peregrinos.[161]
6. Envase de agua reutilizable: Dada la estación calurosa en Portugal durante el encuentro, el kit incluyó una botella de agua ECO reutilizable. Este componente, además de proporcionar hidratación a los peregrinos, buscaba fomentar prácticas sostenibles al contribuir a la reducción de emisiones asociadas a la producción y transporte de botellas de plástico. Pingo Doce fue uno de los patrocinadores fundadores que aparecían en la botella.[162][163]

Todos los productos textiles que fueron incluidos en el kit tenían la certificación OEKO-TEX® Standard 100, garantizando la ausencia de sustancias dañinas para el medio ambiente y la salud humana.

#### Componentes del kit del voluntario
Además del Kit del Peregrino, la Jornada Mundial de la Juventud Lisboa 2023 también proporcionó un Kit del Voluntario, una versión similar destinada a aquellos dedicados a contribuir con el evento de manera activa. El Kit del Voluntario compartía elementos clave con el Kit del Peregrino, como la mochila multifuncional que, en este caso, se distinguía por ser de color amarillo y llevaba el logotipo característico de la JMJ Lisboa 2023 en negro. Se incluían cuatro camisetas amarillas en este kit, mostrando la identificación de "Voluntario" en grande junto al diseño inspirado en el lema del evento. Los voluntarios también recibieron un gorro de estilo "Panamá", pero en este caso de color verde.

## Familias de acogida

### Familias de acogidas para peregrinos

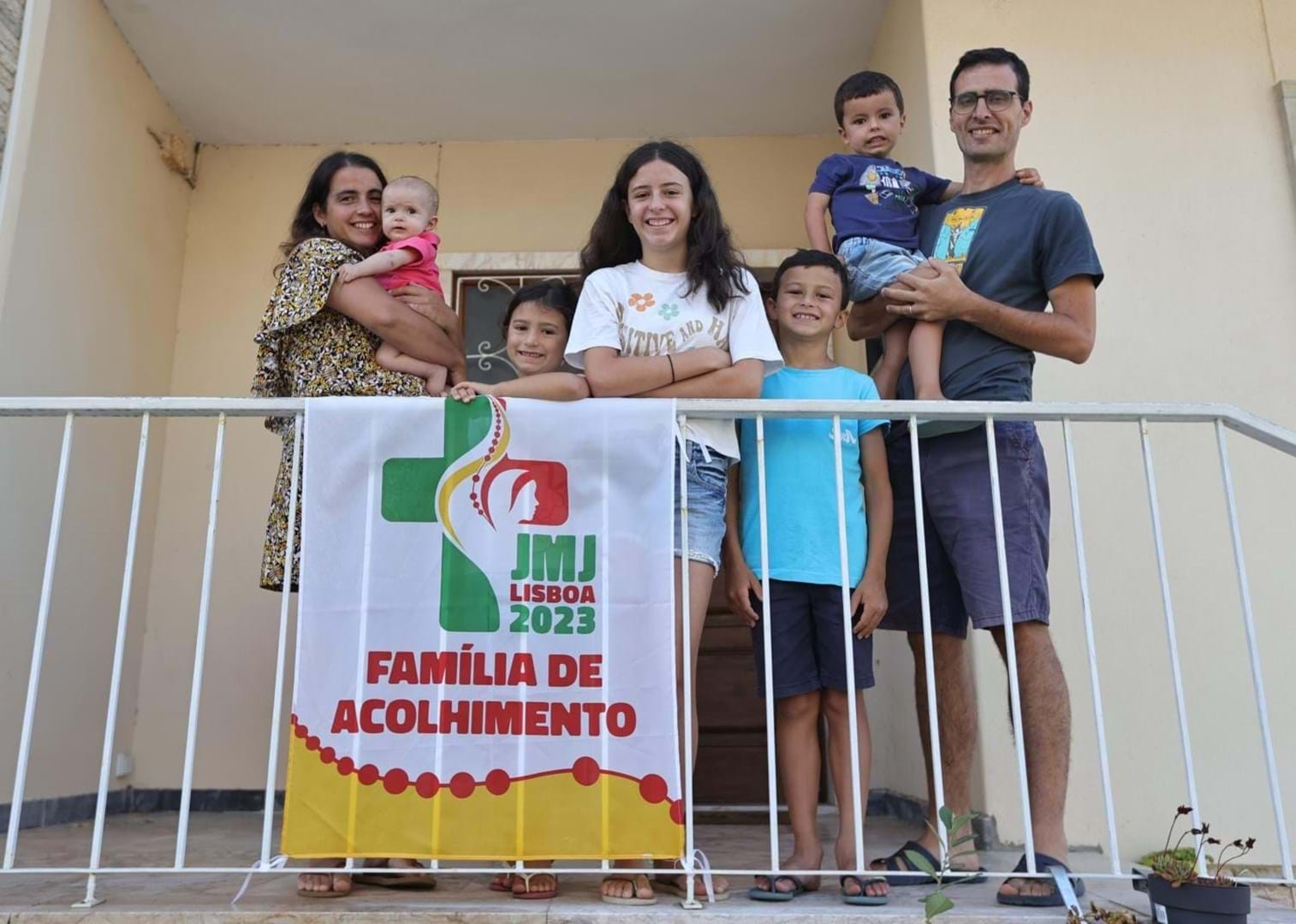
Familia de acogida durante la JMJ Lisboa 2023

Las familias de acogida en el marco de la Jornada Mundial de la Juventud estuvieron compuestas por hogares que voluntariamente se ofrecieron para recibir peregrinos provenientes de diversas partes del mundo durante el evento. Este programa de hospitalidad se extendió a las diócesis de Lisboa, Setúbal y Santarém, abriendo así la posibilidad de participación a residentes en estas áreas geográficas específicas de Portugal.
Es importante destacar que la condición de ser familia de acogida no impuso restricciones en cuanto a la edad de los miembros del hogar ni la necesidad de contar con jóvenes en la familia. Asimismo, no hacía falta que las familias tuvieran conocimientos  del idioma de los peregrinos a quienes hospedaron. Más bien, se estableció como requisito fundamental que el espacio destinado para el descanso de los peregrinos contara con las comodidades básicas necesarias, garantizando condiciones adecuadas de higiene personal y proporcionando un desayuno apropiado.
El espíritu de esta iniciativa residió en la apertura de los hogares para fomentar la convivencia, el intercambio cultural y el apoyo mutuo entre las familias anfitrionas y los jóvenes acogidos. Este enfoque reflejó la visión del Santo Padre sobre la familia como un lugar de encuentro y amor, subrayando su papel fundamental en la promoción de valores de solidaridad y comprensión mutua.
A través de esta experiencia de acogida, se buscó no solo brindar alojamiento a los peregrinos, sino también compartir alegría, conocimientos y crear la oportunidad para que las familias locales participaran activamente en el evento, contribuyendo así a la diversidad y universalidad que caracterizan a la Jornada Mundial de la Juventud.

### «Familias Caring», familias de apoyo para voluntarios

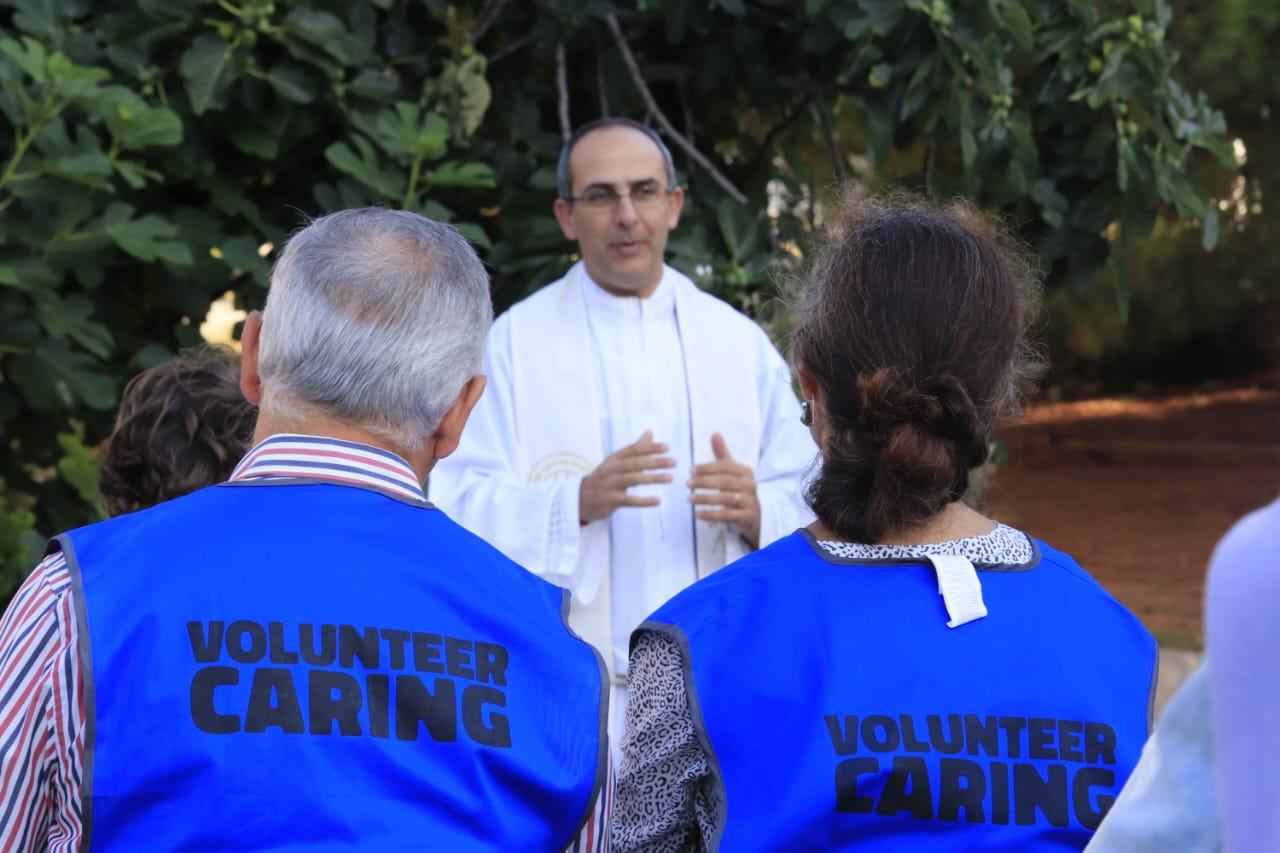
Familias participantes de la iniciativa Volunteer Caring en una misa celebrada en un alojamiento para voluntarios durante los días de la JMJ.

Además de las familias de acogida para voluntarios de larga duración y peregrinos, la JMJ Lisboa 2023 contó por primera vez con equipos de matrimonios que acompañaban en escuelas, parroquias o colegios a grupos de voluntarios, que en su mayoría no conocían el país o la ciudad. El equipo organizativo JMJ Volunteer Caring, parte del  Comitê Organizador Local (COL) se encargó de coordinar esta inicitativa. Estas familias eran un punto de apoyo en Lisboa para cualquier situación en la que necesitaran ayuda un voluntario.

## Estructura organizativa

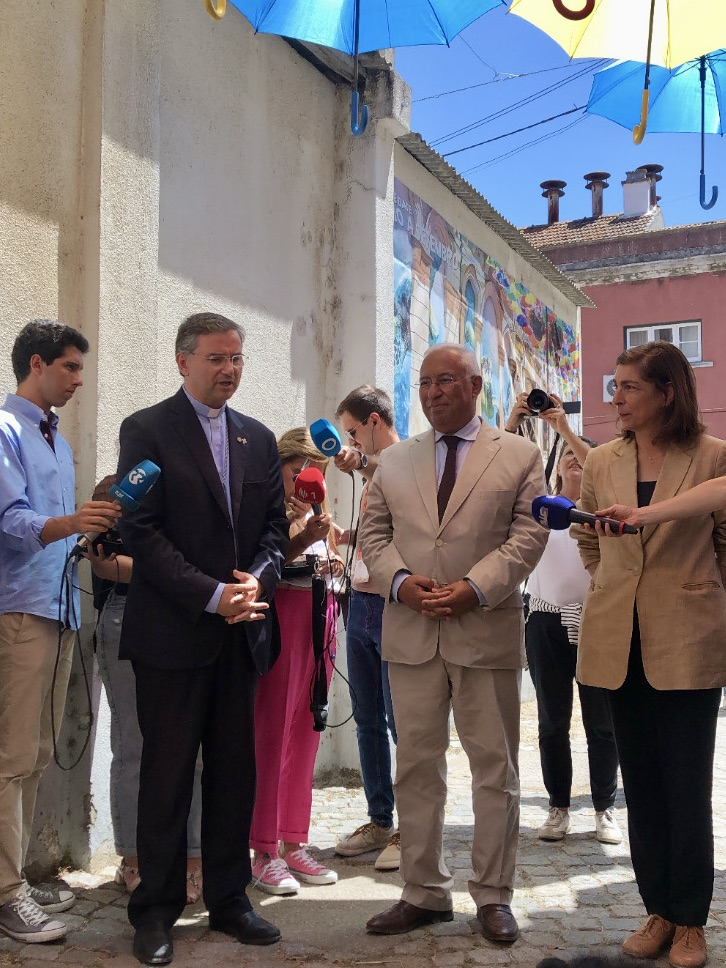
Visita de António Costa al Comité Organizador Local durante los días previos al comienzo de la Jornada Mundial de la Juventud. A la izquierda el Obispo Américo Aguiar.

La organización de la Jornada Mundial de la Juventud corresponde al Dicasterio para los Laicos, la Familia y la Vida. En el momento del anuncio en Panamá de la JMJ de Lisboa su prefecto era el cardenal Kevin Farrell, el secretario Mons. Gleison De Paula Souza.

### Comité Organizador Local
La preparación directa de la Jornada Mundial de la Juventud se confió al Comité Organizador Local (COL), presidido por el Patriarca de Lisboa, Cardenal Manuel Clemente, y contó con los obispos auxiliares Mons. Américo Aguiar, en el sector logístico-pastoral, y Mons. Joaquim Mendes, en el área pastoral.

### Comité Organizador Diocesano y Parroquia
También se creó un Comité Organizador Diocesano (COD), encargado de controlar la implementación de los trabajos preparatorios según un calendario y coordinar a las diferentes áreas implicadas en la organización en la diócesis. Además del Comité Organizador Parroquial, quien gestionaba a nivel de parroquias.

## Proyecto Iglesias Hermanas

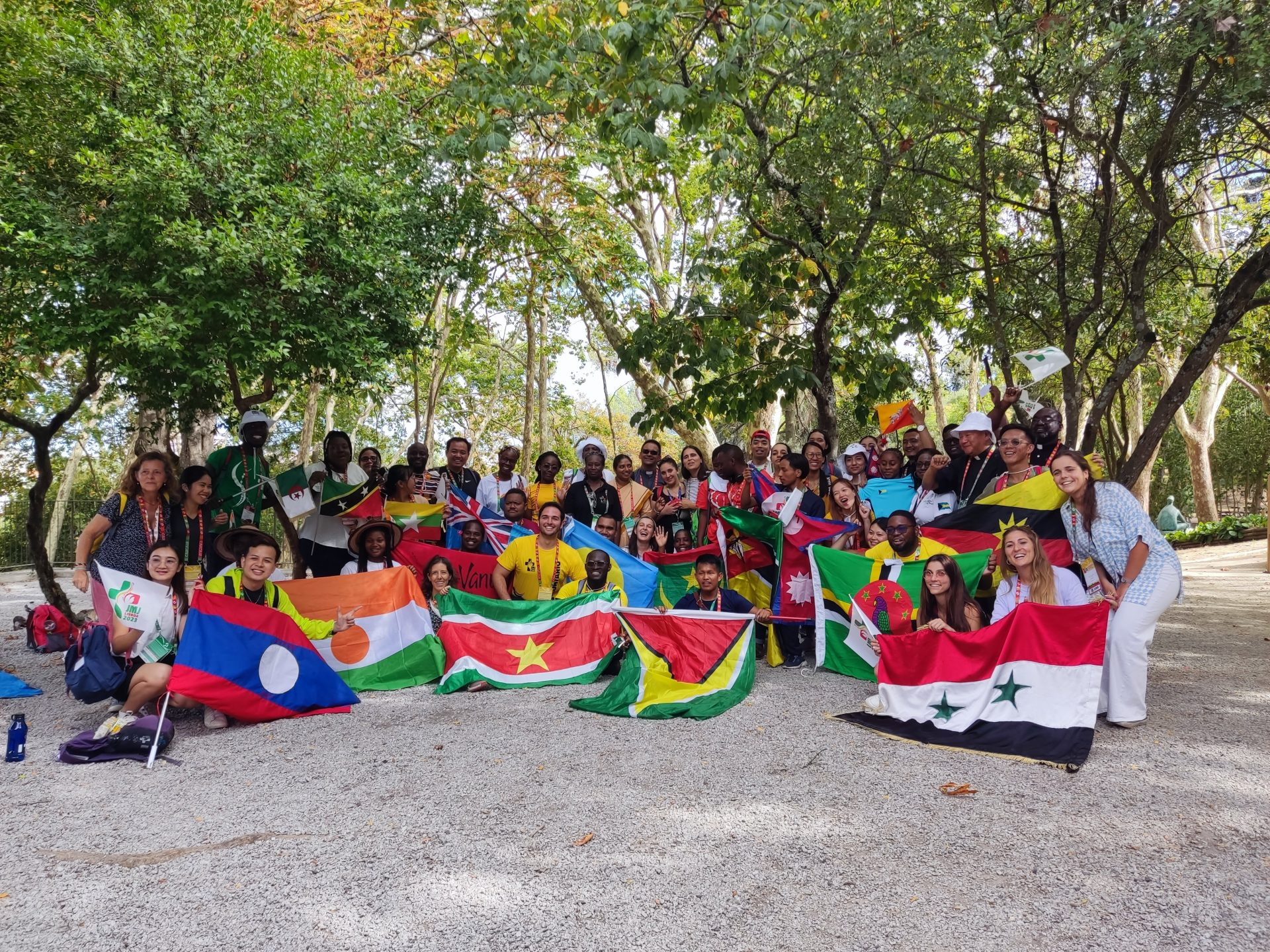
Peregrinos durante la JMJ de Lisboa 2023 que pudieron asistir gracias al Proyecto Iglesias Hermanas. Jóvenes de países como Bután, Niger, Surinam, Guyana, Nepal y Laos, entre otros.

El Proyecto "Iglesias Hermanas" se materializó como una iniciativa llevada a cabo por el Comité Organizador Local durante la preparación para la Jornada Mundial de la Juventud (JMJ) Lisboa 2023. Su origen se encuentra en la respuesta al llamado del Papa, que instó a garantizar la participación de al menos un peregrino de cada país en el evento. El proyecto apoyaba a personas de 30 países.
El propósito principal de esta recaudación era cubrir los costos de viaje y los gastos administrativos asociados, permitiendo así la participación de jóvenes que, sin apoyo financiero, no hubieran podido asistir al encuentro de la JMJ. Se diseñaron distintas tarifas para facilitar la llegada de peregrinos de regiones específicas, como Madagáscar, Laos, Comores o Mauritania, y cualquier excedente de fondos se destinó para posibilitar la participación de peregrinos de otros países.
La colaboración de las comunidades parroquiales y distintas diócesis de Portugal resultó esencial para diversificar y hacer accesible la JMJ Lisboa 2023. El proyecto se convirtió en un elemento significativo en la historia de la JMJ, brindando oportunidades a jóvenes de diversas partes del mundo que, de otra manera, podrían haberse visto excluidos del evento.

## Sustentabilidad de la Jornada Mundial de la Juventud 2023
La sustentabilidad de la Jornada Mundial de la Juventud Lisboa 2023 se dividió en 3 ejes principales: Sustentabilidad financiera,  con el uso adecuado de materiales y recursos; sustentabilidad social,  trabajando por la fraternidad universal; y sustentabilidad ambiental, cuidando y reduciendo el impacto del evento en el medio ambiente.
El día 22 de abril, Día de la Tierra, el Comité Organizador local (COL), con el apoyo de Cámara Municipal de Lisboa, Cámara Municipal de Loures, Electrão, ERP, EPAL, Lipor, Novo Verde, Sociedade Ponto Verde, SIMAR, Valorsul, Movimento Laudato Si', Corpo Nacional de Escutas, EFG, Associação de Limpeza Urbana, EGF - Environment Global Facilities y Grupo de Projeto para a JMJ Lisboa 2023 (XXIII Governo) publicaron un texto donde se comprometieron a “hacer de la sustentabilidad un objetivo central de la Jornada Mundial de la Juventud Lisboa 2023”. Estas entidades y organizaciones trabajaron con el COL en el desarrollo de la estrategia para la sostenibilidad del JMJ Lisboa 2023.

### Plantación mundial de árboles
Partiendo de la encíclica del Papa Francisco Laudato si' en el que en su Capítulo II punto 95 afirma que “el medio ambiente es un bien colectivo, patrimonio de toda la humanidad y responsabilidad de todos” (LS 95), la Fundación Jornada Mundial de la Juventud (JMJ) Lisboa 2023, en asociación con la Global Tree Initiative, lanzó un desafío global de la plantación de árboles que tenía como objetivo alertar sobre la importancia de la biodiversidad y el cambio climático para sensibilizar sobre sus efectos.
Antes del evento se plantaron y dedicaron 17.980 árboles con razón de la JMJ Lisboa 2023.

## Aplicación móvil oficial de la JMJ Lisboa 2023

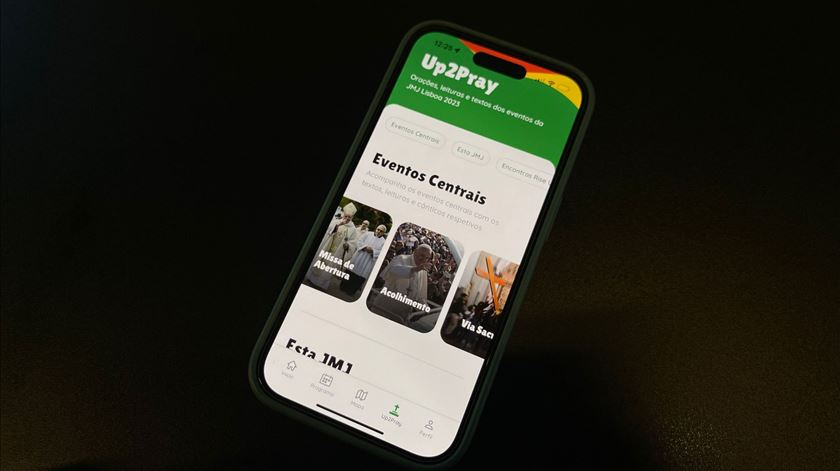
Fotografía de la App de la JMJ Lisboa 2023

La aplicación móvil oficial de la Jornada Mundial de la Juventud Lisboa 2023, denominada "Lisboa 2023," fue una herramienta integral proporcionada por MEO, socio tecnológico y fundador del evento. Desarrollada por Bliss Applications, la aplicación estuvo disponible para descarga gratuita en plataformas Android e iOS, ofreciendo su funcionalidad en los cinco idiomas oficiales del encuentro: portugués, inglés, francés, español e italiano.

### Características de la aplicación móvil
- Orientación y Logística: La aplicación se diseñó con el propósito de brindar apoyo a los participantes durante la semana del evento, facilitando la orientación y logística. Incluía una agenda con la programación detallada de los Eventos Centrales, Festival de la Juventud, Ciudad de la Alegría y Encuentros Rise Up en tiempo real.
- Mapa Interactivo: Permitía a los usuarios localizar eventos, visualizar recintos y acceder a servicios de apoyo, como cáterin, bebederos, baños, puestos de salud y policiales, entre otros.
- Contenido Espiritual: A través de la función Up2Pray, la aplicación ofrecía acceso a lecturas, cantos, himnos y oraciones de los Eventos Centrales, proporcionando una experiencia espiritual completa.
- Sostenibilidad: En línea con el compromiso de la JMJ Lisboa 2023 con la sostenibilidad, la aplicación presentaba una Calculadora de la Huella de Carbono, desarrollada con el apoyo de Novo Verde y ERP Portugal.[184] Esta herramienta permitía a los peregrinos comprender el impacto ambiental de su participación mediante un cuestionario.
- Registro y Perfil de Usuario: Todos los participantes, ya fueran peregrinos, voluntarios, clero o medios de comunicación, tuvieron que registrarse en la aplicación utilizando el código QR de la Credencial. Esto proporcionaba acceso a un perfil de usuario con información relevante del evento.
- Comunicación Eficiente: La aplicación sirvió como el medio de comunicación preferencial entre la organización y los participantes, ofreciendo notificaciones para recordatorios y anuncios de última hora.[185]
- Disponibilidad Offline: La mayoría de los contenidos estuvieron disponibles en modo offline, garantizando su utilidad incluso en situaciones con acceso limitado a Internet.

## Patrocinadores del evento
La organización del evento distingue entre varias formas de colaboración de empresas y medios informativos:  patrocinadores fundadores, patrocinadores institucionales y patrocinadores. Todas ellas hacen donativos en metálico, de personal trabajador o en especie a la organización.
Los patrocinadores fundadores fueron:
- El Corte Inglés
- Pingo Doce
- Fidelidade Mundial
- José de Mello
- MEO (operadora)

## Costes y retorno financiero

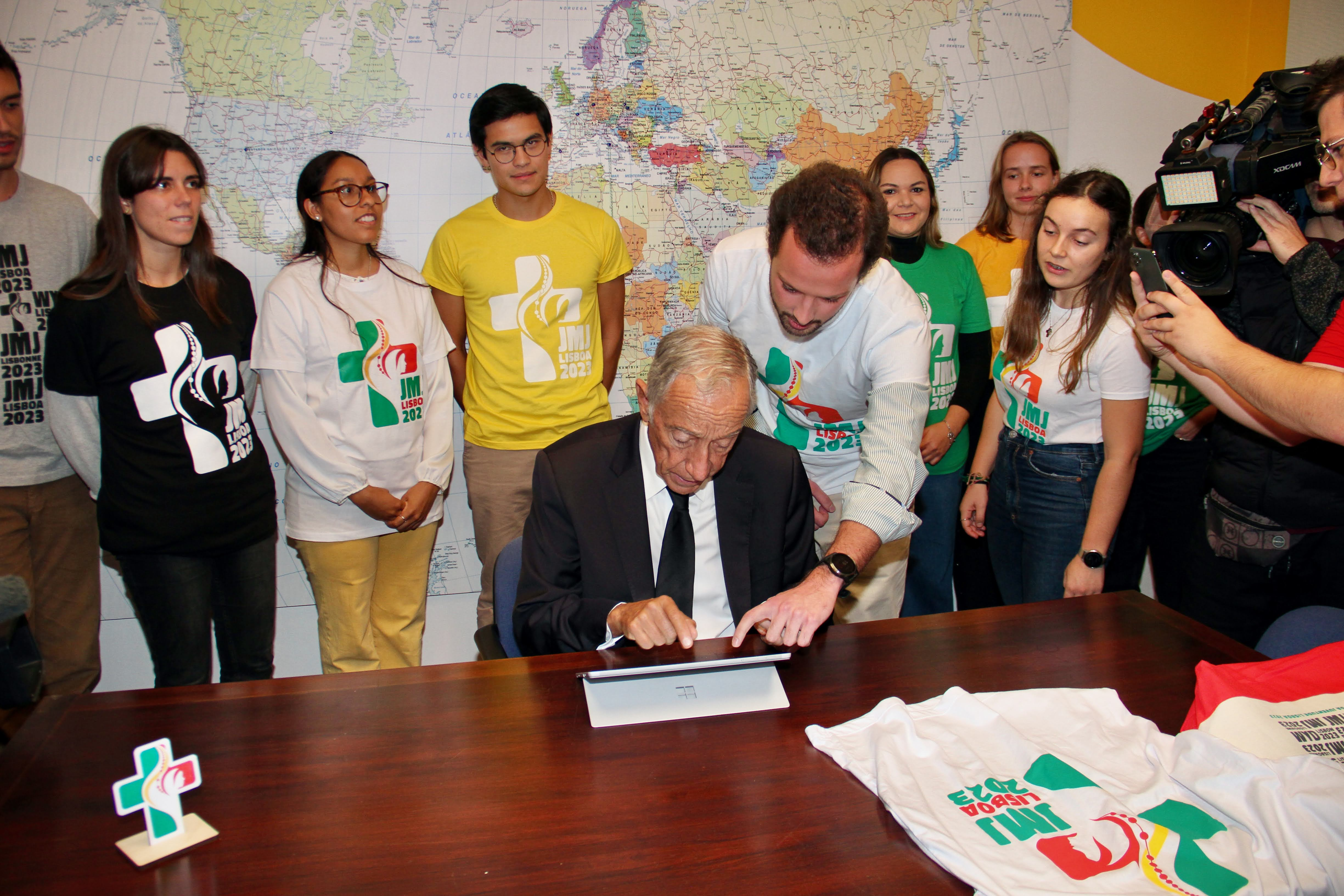
El presidente de Portugal, Marcelo Rebelo de Sousa, inscribiéndose como peregrino en la Jornada Mundial de la Juventud 2023

Según un estudio realizado por PricewaterhouseCoopers (PwC), el evento tendría un coste total de 161 millones de euros (80 millones financiados por la Iglesia). La misma consultora multinacional pronosticó, a principios de julio de 2023, que el evento tendría un retorno de la inversión de entre 411 millones y 564 millones de euros (VAB), con un impacto en términos de producción de entre 811 millones y 1.100 millones de euros.
Durante el periodo de la JMJ se hizo notar el aumento de foráneos en la ciudad de Lisboa, los hoteles colgaron en cartel de lleno o estaban con tasas de ocupación elevadas, con habitaciones libres a precios más elevado de lo normal, lo que generó un mercado paralelo de alquiler de apartamentos. En 2021, la tasa de ocupación de camas en hoteles en Portugal alcanzó de media un 33,1%, durante la JMJ la tasa de ocupación llegó a experimentar una tasa de entre el 89% y el 91%, según una encuesta de la Asociación de Hotelería de Portugal (AHP).
El 24 de enero de 2023 se daba a conocer que el presupuesto a afrontar por parte de las administraciones públicas portuguesas sería de 35 millones del municipio de Lisboa y 36  millones de euros del estado portugués, entre los que se incluyen unos 5 millones para el montaje de una gran estructura efímera que consistirá en un altar para la vigilia y la misa de clausura. El coste del evento generó polémica y cierto malestar entre algunos sectores.
El municipio de Lisboa realizó un gasto total de 35 millones de euros en el evento, pero el vicepresidente, Filipe Anacoreta Correia, aclaró que de esta cifra, solo 10 millones de euros se destinaron a gastos directos relacionados con la realización del evento: aspectos logísticos, como limpieza, alquiler de infraestructuras y equipos, entre otros. El monto restante de 25 millones de euros se consideró una inversión que permanece en la ciudad y se argumenta que el impacto y la visibilidad global generados por la Jornada Mundial de la Juventud han superado con creces el costo inicial. Según el coordinador del Ayuntamiento de Lisboa, esta inversión ha resultado en un retorno significativo para la ciudad en términos de promoción y visibilidad a nivel mundial.
Días antes de inaugurarse la Jornada, el creador plástico luso Bordalo II instaló una alfombra de varios metros sobre el escenario central del evento confeccionada con billetes gigantes de 500 euros, como crítica a la inversión pública destinada a la JMJ 2023.

### Impacto de la JMJ en la Marca Portugal
La JMJ celebrada en Lisboa resultó ser un evento significativo para Portugal desde el punto de vista económico y reputacional, el evento ha reforzado considerablemente la "marca Portugal". La consultora OnStrategy, especializada en la evaluación financiera y estratégica de marcas, consideró que las dimensiones de notoriedad, admiración, confianza, ambiente político, ambiente económico, ambiente social, valores, cultura, belleza y relevancia internacional del país han experimentado un impulso notable.
En 2022, un informe de OnStrategy calificó a Portugal con una fuerza y reputación moderada a nivel interno (62,7 puntos) y vulnerable a nivel externo (57,9 puntos). Sin embargo, se espera que estos indicadores mejoren en la próxima edición 2023 gracias a la JMJ. Pedro Tavares comparó la influencia de la JMJ en la reputación de Portugal con eventos anteriores, como la Expo 98 y la Euro 2004, que también tuvieron un impacto positivo en la imagen del país.
Durante la JMJ, Portugal estuvo en el foco de la prensa internacional, con 40.733 noticias en línea sobre el evento, según datos de Cision. Países como Estados Unidos, Italia, España, Alemania, Francia, Brasil, Reino Unido, Argentina y Corea del Sur destacaron en la cobertura. Marta Bicho, directora del IPAM Lisboa, subrayó que gracias a la JMJ, personas de más de 151 países conocieron más sobre Portugal, lo que podría influir en futuras decisiones turísticas.